# بوزورو
بوزورو شهری در شهرستان فارا در استان باله در بورکینافاسوی جنوبی است و جمعیت آن ۹۶۴ نفر است.